# Adriana Campos
Adriana Marcela Campos López (Chaparral, Tolima, 27 de febrero de 1978-Salgar, Antioquia, 3 de noviembre de 2015)fue una actriz colombiana. Trabajó para las cadenas televisivas más importantes de Colombia: Canal RCN y Caracol Televisión. Las producciones en las que trabajó tuvieron éxito en la transmisión alrededor del mundo. Nominada dos veces a los Premios TVyNovelas como mejor actriz de reparto en la serie Vecinos (Caracol Televisión) interpretando a Nicole Aguilar. Su segunda nominación como mejor antagonista fue por Bella calamidades al darle vida a Priscila Cardona Barbosa.

## Vida personal
Creció en Chaparral, Tolima. Dejó su pueblo natal para estudiar y dedicarse a la actuación. En el año 2000, es decir, a los 21 años de edad, debutó en televisión. Participó en diversos proyectos en teatro, así como en algunos proyectos cinematográficos.
Se comprometió con el empresario Carlos Rincón. En el año 2014, se tomó un año sabático para tener a su hijo llamado Gerónimo, que nació en el mes de agosto de dicho año.

## Fallecimiento
Falleció el 3 de noviembre de 2015 a los 36 años de edad, en un accidente automovilístico cuando su novio conduciendo perdió el control y cayeron al Río Cauca en Peñalisa, jurisdicción del municipio de Salgar, cerca del corregimiento Bolombolo, al suroeste del departamento de Antioquia.Los cuerpos de las víctimas fueron trasladados a la morgue del municipio de Salgar.

## carrera profesional
| Año         | Título                               | Personaje                                            | Notas                    |
| ----------- | ------------------------------------ | ---------------------------------------------------- | ------------------------ |
| 2015        | La tusa / Los hombres también lloran | Lucía Martínez                                       |                          |
| 2013        | La selección.                        | Lucero Pombo (secretaria).                           |                          |
| 2013        | Amo de casa.                         | Yaneth Camacho.                                      |                          |
| 2012 - 2013 | Casa de reinas                       | Marcelina "La Iguana 2" Merlano                      |                          |
| 2011        | Postales colombianas.                | Fanny.                                               |                          |
| 2011        | Decisiones Extremas                  | Mariana                                              |                          |
| 2011        | Padre desalmado                      | Sara                                                 |                          |
| 2010        | Bella Calamidades.                   | Priscila Cardona Barbosa.                            |                          |
| 2008 - 2009 | Vecinos.                             | Nicole Aguilar.                                      |                          |
| 2008        | Victoria.                            | Penélope.                                            |                          |
| 2008        | Tiempo final.                        | Mara.                                                | Episodio "Día perverso". |
| 2007 - 2008 | Madre Luna.                          | Zulma Moreno.                                        |                          |
| 2007        | El Zorro: la espada y la rosa.       | Yumalay / Guadalupe / Toypurnia / Regina de la Vega. |                          |
| 2006        | Merlina, mujer divina                | Valery Prada                                         |                          |
| 2006 - 2007 | Amores de mercado.                   | Miriam "Miri" Mendizábal.                            |                          |
| 2005 - 2007 | Decisiones                           |                                                      | Varios episodios.        |
| 2005        | Casados con hijos.                   |                                                      | Episodio "Soy tan sexy". |
| 2004 - 2005 | Te voy a enseñar a querer.           | Margarita Ángeles.                                   |                          |
| 2003 - 2004 | A.M.A. La Academia.                  | Ilse.                                                |                          |
| 2001 - 2002 | El inútil.                           | Jackie Ruiz.                                         |                          |
| 2000 - 2001 | Adónde va Soledad.                   | Marina Restrepo.                                     |                          |

| Año  | Título                | Papel    |
| ---- | --------------------- | -------- |
| 2011 | Postales colombianas. | Fanny.   |
| 2006 | La boda del gringo.   | Claudia. |

### Teatro
- Juana de Arco.
- La Medea.
- Ricardo III.
- Esto está que arde.
- Técnicas para amar.

## Premios y nominaciones
Premios TVyNovelas.
- 2008: Mejor actriz de reparto por Vecinos.
- 2010: Mejor villana por Bella Calamidades.